# Conjunto Arquitetônico do Antigo Distrito D. Pedro II
O Conjunto Arquitetônico do Antigo Distrito D. Pedro II é um bem tombado localizado no município de Cuiabá, no Mato Grosso.
Foi tombado como patrimônio Histórico e Artístico do Estado de Mato Grosso em 2007 através da portaria n.º 035/SEC/2007 publicada em 22 de agosto daquele ano no Diário Oficial do Estado de Mato Grosso.
Distrito D. Pedro II teve seu nome alterado e, atualmente, é o bairro do Porto.